# Thomasomys australis
Thomasomys australis és una espècie de mamífer rosegador de la família dels cricètids. És endèmic dels iungues de Bolívia, on viu a altituds d'entre 2.350 i 2.800 msnm. No se sap gaire cosa sobre el seu hàbitat natural. Es desconeix si hi ha cap amenaça significativa per a la supervivència d'aquesta espècie, classificada dins de T. daphne fins a la segona dècada del segle xxɪ. El seu nom específic, australis, significa ‘austral’ en llatí.
És una espècie petita, amb una llargada de cap a gropa de 89-91 mm.